# Anes
Anes (en asturiano Samartindianes y oficialmente Anes/Samartindianes) es una parroquia del concejo de Siero, en el Principado de Asturias (España). Alberga una población de 1.208 habitantes (INE 2011) en 538 viviendas. Ocupa una extensión de 27,18 km².
Está situada en la zona norte del concejo, a 13 km de la capital, Pola de Siero. Limita al norte con las parroquias de Cenero, Ruedes y Leorio, todas ellas en el concejo de Gijón; al este, con las de Muñó, Celles y su homónima del concejo de Noreña; al sur, con La Carrera, Argüelles, Barreda y Noreña, esta última en el concejo homónimo; y al oeste, con las de Bobes y Pruvia, perteneciente esta última al concejo de Llanera.
Se celebra la festividad de Santa Apolonia en la aldea de Pañeda Nueva.

## Localidades
Según el nomenclátor de 2011 la parroquia está formada por las poblaciones de: 
- Arniella (casería): 42 habitantes;
- La Barganiza (aldea): 49 habitantes;
- Las Cabañas (oficialmente, en asturiano, Les Cabañes)[1] (lugar): deshabitado;
- La Calabaza (casería): 86 habitantes;
- La Carizal (casería): 35 habitantes;
- Casa de Anes (Les Casadianes)[1] (casería): 118 habitantes;
- El Coto (El Cuto)[1] (aldea): 67 habitantes;
- Espiniella (casería): 38 habitantes;
- La Figarona (casería): 91 habitantes;
- Fombona (casería): 19 habitantes;
- Grandarrasa (casería): 36 habitantes;
- Huergo (Güergo)[1] (aldea): 47 habitantes;
- Llamedo (Llameo)[1] (casería): 17 habitantes;
- Llanaces (casería): 23 habitantes;
- Llantero (Llanteru)[1] (casería): 5 habitantes;
- La Madera: (casería): 48 habitantes;
- Mesón de la Tabla (El Mesón de la Tabla)[1] (casería): 27 habitantes;
- Orviz (casería): 100 habitantes;
- Palmiano (casería): 15 habitantes;
- Pañeda Nueva (aldea): 134 habitantes;
- Pañeda Vieja (Pañeda Vieya)[1] (aldea): 30 habitantes;
- Picaloredo (Picalloréu)[1] (casería): 8 habitantes;
- Poladura (casería): 32 habitantes;
- San Pedro (casería): 15 habitantes;
- San Tirso (San Tiso)[1] (casería): 21 habitantes;
- Varé (casería): 68 habitantes;
- Vio (aldea): 25 habitantes;
- Yérbano (El Yérbanu)[1] (casería): 12 habitantes;

## San Pedro

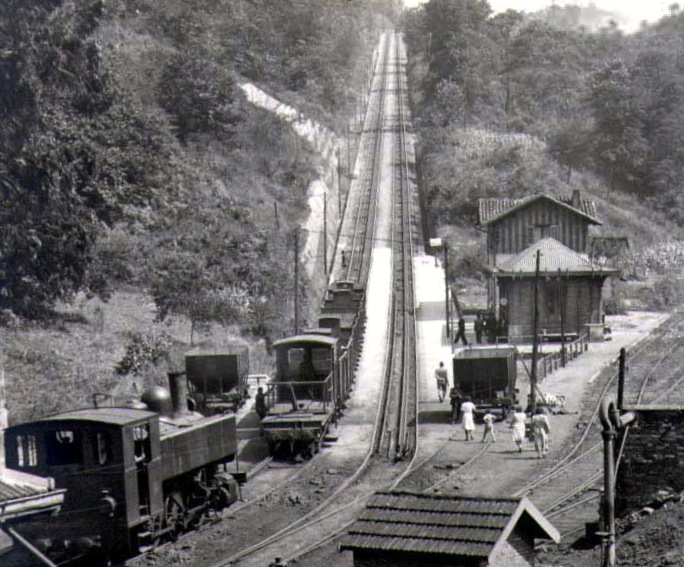
Vista del plano inclinado de San Pedro y de la antigua estación de la Florida.

En la casería de San Pedro, se localizaba la estación superior del plano inclinado de La Florida (o de San Pedro) del Ferrocarril de Langreo. El acceso a la estación, en el otro sentido, se realizaba a través del túnel del Conixo.
La estación quedó fuera de uso al entrar en servicio el túnel de La Florida que comunica dicha estación con la de Noreña. Posteriormente, los terrenos fueron usados como escombrera de mina.
Desde el año 2005, previas las obras de acondicionamiento, en los antiguos terrenos ferroviarios, se encuentra en funcionamiento el Centro de Ensayos de Fuegos y Ventilación en Túneles "San Pedro de Anes", perteneciente a la Fundación Barredo.